# Я z України
Я z України — четвертий студійний альбом українського гурту МЕРІ, був презентований 21 квітня 2016. До заголовної пісні «Я з України» та пісні «Miss» було відзнято відеокліпи.

## Список композицій
- 1. Я з України
- 2. Падала зоря
- 3. Музика рок
- 4. Miss
- 5. Назавжди
- 6. Колір чорний
- 7. На шматки
- 8. Слово війна
- 9. Good bye Russia
- 10. Миколай
- 11. Теплий дощ
- 12. Mykolai RMX

## Кліпи
- 2016 «Я з України»
- 2016 «Miss»
- 2016 «Миколай»
- 2017 «Теплий дощ»
- 2021 «Я з України» Режисер Олег Бачинський, який зняв для Віктора Винника і «МЕРІ» низку кліпів, а саме «Місто», «Прощатися», «Бувай ми здорова» втілив спільний проєкт — зняв відео з піснею «Я з України» разом із учнями трускавецьких шкіл.[1]